# Viana de Mondéjar
Viana de Mondéjar es una localidad española, pedanía del municipio guadalajareño de Trillo, en la comunidad autónoma de Castilla-La Mancha. 

## Geografía
Está situada en la Ruta de la Lana, entre Villaescusa de Palositos y Trillo. En el siglo XIX se mencionaban los «buenos montes de encina y roble» existentes en el término.

## Historia
A mediados del siglo XIX, la villa, por aquel entonces con ayuntamiento propio, tenía contabilizada una población de 309 habitantes. Aparece descrita en el decimosexto volumen del Diccionario geográfico-estadístico-histórico de España y sus posesiones de Ultramar de Pascual Madoz de la siguiente manera:

VIANA DE MONDEJAR: v. con ayunt. en la prov. de Guadalajara (9 leg.), part. jud. de Cifuentes (3), aud. terr. de Madrid (19), dióc. de Cuenca (13): sit. en el declive de un elevado cerro, con buena ventilacion y saludable clima: tiene 113 casas; la consistorial, que sirve de cárcel; pósito nacional con 312 fan. de trigo; escuela de instruccion primaria, á cargo de un maestro dotado con 520 rs. y 32 fan. de trigo; una igl. parr. (Ntra. Sra. de la Zarza) matriz de la de Solana, servida por un cura y un sacristan: confina el térm. con los de Trillo, Villaescusa de Palositos, Solana y la Puerta; dentro de él se encuentra una ermita (la Purísima Concepcion); el terreno, bañado por un pequeño riach. es de inferior calidad; tiene buenos montes de encina y roble, caminos: los locales y el que conduce á Valencia y Cuenca, correo: se recibe y despacha en Cifuéntes. prod.: cereales, legumbres, patatas, hortalizas, leñas de combustible, y buenos pastos con los que se mantiene ganado lanar y vacuno; abunda la caza mayor y menor, ind.: la agrícola, un molino harinero y algunos telares de estameñas y paños ordinarios. pobl.: 69 vec, 309 alm. cap. prod.: 1.348,374 rs. imp.: 94,400. contr. : 4,732.

Se dice que en 1300 era patrimonio de una infanta (seria Isabel, hermana de Fernando IV); y que en 1500 era del señorío del monast. cisterciense de Oliva, componiéndose solo de los arrendatarios de las granjas que tenia aquel monasterio, y el alcaide de la fortaleza. Erigióse después en marquesado que pasó á la ilustre casa de Bélgida.
(Madoz, 1850, p. 10)

El 11 de diciembre de 1969 el municipio de Viana de Mondéjar desapareció al fusionarse con los de Trillo, La Puerta, Azañón y Morillejo para dar lugar al municipio de Trillo.

## Demografía
| Gráfica de evolución demográfica de Viana de Mondéjar entre 1842 y 1960 |
| |
| Población de derecho según los censos de población del INE Población de hecho según los censos de población del INEEntre el censo de 1970 y el anterior, este municipio desaparece porque se integra en el municipio Trillo |

## Patrimonio
Iglesia de Nuestra Señora de la Asunción
Arco del antiguo castillo. Viana de Mondéjar tiene la entrada principal de un viejo castillo. Fue construido por don Pedro Núñez de Prado en el siglo XV (finalizado en el año 1445) sobre otra construcción anterior, y destruido a finales de ese mismo siglo por los reyes Católicos